# Eleição municipal de Juazeiro do Norte em 2016
A eleição municipal de 2016 em Juazeiro do Norte aconteceu em 2 de outubro de 2016, com o objetivo de eleger prefeito e vice-prefeito da cidade e membros da Câmara de Vereadores.
O prefeito titular era Raimundo Macêdo, do PMDB, que inicialmente se dispôs a ser candidato a reeleição, mas acabou desistindo. Sete candidatos concorreram à prefeitura de Juazeiro do Norte. 
Ficou marcada a polarização entre dois candidatos: Arnon Bezerra do PTB e Gilmar Bender do PDT - ambos aliados do governador Camilo Santana (PT). Arnon Bezerra foi eleito com 42,72% dos votos.

## Candidatos
Nota: a tabela a seguir está organizada por ordem alfabética de candidatos.
| Prefeito(a)          | Prefeito(a) | Prefeito(a) | Vice-prefeito(a)  | Vice-prefeito(a) | Vice-prefeito(a) | Coligação                                                                        | Nº |
| Candidato            | Partido     | Partido     | Candidato         | Partido          | Partido          | Coligação                                                                        | Nº |
| -------------------- | ----------- | ----------- | ----------------- | ---------------- | ---------------- | -------------------------------------------------------------------------------- | -- |
| Arnon Bezerra        |             | PTB         | Giovanni Sampaio  |                  | PSD              | "Juazeiro Precisa, Juazeiro Merece (PTB / PSD / PP / PRP / PHS / PRTB / PROS)    | 14 |
| Demontieux Fernandes |             | PSOL        | Germano Santos    |                  | PCB              | "Frente de Esquerda Socialista" (PSOL / PCB / PSTU)                              | 50 |
| Francisco Fabiano    |             | PSB         | Hebert Martins    |                  | PSB              | "Juazeiro Tem Jeito" (PSB / PV)                                                  | 40 |
| Flávia Soares        |             | PRB         | Cássio Lopes      |                  | PRB              | Sem coligação                                                                    | 10 |
| Gilmar Bender        |             | PDT         | Gabriel Santana   |                  | PT               | "Juazeiro Bem Melhor (PDT / PT / PSC / PCdoB / Solidariedade / PTN / PPL / REDE) | 12 |
| Helaine Mendonça     |             | PMB         | Leninha Barros    |                  | PMB              | Sem coligação                                                                    | 35 |
| Normando Sóracles    |             | PSDB        | Rosenberg Freitas |                  | PSDB             | "Juazeiro Agora Vai" (PSDB / PTC)                                                | 45 |

## Resultados

### Prefeito
| Candidato(a)                | Vice                     | Votação | Votação     |
| Candidato(a)                | Vice                     | Total   | Porcentagem |
| --------------------------- | ------------------------ | ------- | ----------- |
| Arnon Bezerra (PTB)         | Giovanni Sampaio (PSD)   | 55.538  | 42,72%      |
| Gilmar Bender (PDT)         | Gabriel Santana (PT)     | 44.321  | 34,09%      |
| Normando Sóracles (PSDB)    | Rosenberg Freitas (PSDB) | 13.157  | 10,12%      |
| Francisco Fabiano (PSB)     | Hebert Martins (PSB)     | 9.084   | 6,99%       |
| Demontieux Fernandes (PSOL) | Germano Santos (PCB)     | 4.013   | 3,09%       |
| Flávia Soares (PRB)         | Cássio Lopes (PRB)       | 2.864   | 2,20%       |
| Helaine Mendonça (PMB)      | Leninha Barros (PMB)     | 1.017   | 0,78%       |
| Total de votos válidos      | Total de votos válidos   | 129 994 | 90,79%      |
| Votos em branco             | Votos em branco          | 3 500   | 2,44%       |
| Votos nulos                 | Votos nulos              | 9 685   | 6,76%       |
| Total                       | Total                    | 143 179 | 89,39%      |
| Abstenções                  | Abstenções               | 17 003  | 10,61%      |

| Esquema Gráfico | Esquema Gráfico | Esquema Gráfico | Esquema Gráfico | Esquema Gráfico |
| --------------- | --------------- | --------------- | --------------- | --------------- |
|                 |                 |                 |                 |                 |
| Arnon Bezerra   | Arnon Bezerra   |                 | 42,72%          | 42,72%          |
| Gilmar Bender   | Gilmar Bender   |                 | 34,09%          | 34,09%          |
| Normando        | Normando        |                 | 10,12%          | 10,12%          |
| Fabiano         | Fabiano         |                 | 6,99%           | 6,99%           |
| Demontieux      | Demontieux      |                 | 3,09%           | 3,09%           |
| Flávia Soares   | Flávia Soares   |                 | 2,20%           | 2,20%           |
| Helaine         | Helaine         |                 | 0,78%           | 0,78%           |
| Brancos e Nulos | Brancos e Nulos |                 | 9,20%           | 9,20%           |
| Abstenções      | Abstenções      |                 | 10,61%          | 10,61%          |

### Vereadores eleitos
Na decisão para o cargo de vereador na eleição municipal de 2012, foram eleitos 21 vereadores.
| Candidato(a)         | Partido | Votação         | Votação |       |
| -------------------- | ------- | --------------- | ------- | ----- |
| Candidato(a)         | Partido | Glêdson Bezerra | PMN     | 4.365 |
| Sargento Nivaldo     | DEM     | 3.806           |         |       |
| Dr. Tarso Magno      | PRP     | 3.318           |         |       |
| Capitão Vieira       | PEN     | 3.159           |         |       |
| Domingos Borges      | PPS     | 3.075           |         |       |
| Aninha Teles         | PDT     | 2.681           |         |       |
| Darlan Lobo          | PMDB    | 2.614           |         |       |
| Preto Macêdo         | PMDB    | 2.525           |         |       |
| Claudinor Mota       | PMN     | 2.347           |         |       |
| Seu Valmir           | PPS     | 2.260           |         |       |
| Damian De Firmino    | PRTB    | 2.257           |         |       |
| Rita Monteiro        | PDT     | 2.213           |         |       |
| Cicinho Cabeleireiro | PPL     | 2.189           |         |       |
| Zé Barreto           | PPS     | 2.163           |         |       |
| Marcio Joia          | PDT     | 2.157           |         |       |
| Rosane Macêdo        | PPS     | 2.155           |         |       |
| Auricelia Bezerra    | PDT     | 1.939           |         |       |
| Demontier Agra       | PPL     | 1.922           |         |       |
| Adauto Araujo        | PSC     | 1.843           |         |       |
| Jacqueline Gouveia   | PRB     | 1.762           |         |       |
| David Araujo         | PEN     | 1.654           |         |       |